# Gilles Pascaud
Gilles Pascaud es un deportista neocaledonio que compitió en judo. Ganó una medalla de plata en el Campeonato de Oceanía de Judo de 1983 en la cateegoría de –65 kg.

## Palmarés internacional
| Campeonato de Oceanía | Campeonato de Oceanía | Campeonato de Oceanía | Campeonato de Oceanía |
| Año                   | Lugar                 | Medalla               | Categoría             |
| --------------------- | --------------------- | --------------------- | --------------------- |
| 1983                  | Numea (Francia)       | Medalla de plata      | –65 kg                |